# گرگ بریک
گرگ بریک (انگلیسی: Greg Bryk؛ زادهٔ ۱۹۷۲ (۵۲–۵۳ سال)) یک هنرپیشه اهل کانادا است.
از فیلم‌ها یا برنامه‌های تلویزیونی که وی در آن نقش داشته‌است می‌توان به سابقه خشونت، اره ۵، شهر شاد، شلیک نهایی، هالک شگفت‌انگیز، اره سه‌بعدی، فناناپذیران، بیتن، جاسوس من اشاره کرد.